# Hermandad de Padre Jesús (Moguer)
La Muy Antigua, Fervorosa, Real y Muy Ilustre Hermandad de Penitencia y Cofradía de Nuestro Padre Jesús Nazareno, Santísima Cruz de Jerusalén, Ntra. Sra. Madre de Dios de Gracia y San Juan Evangelista es una cofradía del pueblo de Moguer, en Huelva (España).
- Popularmente conocida como "Padre Jesús".
- Fundada en el año 1671.
- Sede: Ermita de San Sebastián.
- Horario procesional: 04:00 hasta las 11/12 horas.
- Penitentes: Las túnicas, cíngulo, capa y antifaz son moradas. El escudo se sitúa en el antifaz, a la altura del pecho.
- Imágenes: La actual imagen de Padre Jesús, de Antonio León Ortega es del año 1937, y la de Nuestra Señora de Gracia (Vulgo de los DOLORES), también de Antonio León Ortega es del año 1944. Las antiguas imágenes de la cofradía desaparecieron en la Guerra Civil.
- Pasos: La procesión consta de 2 pasos. El primer paso porta a Nuestro Padre Jesús Nazareno portando la cruz y cirineo ayudándole. El segundo paso porta a Ntra. Sra. Madre de Dios de Gracia (virgen de los Dolores) bajo palio.

## Historia

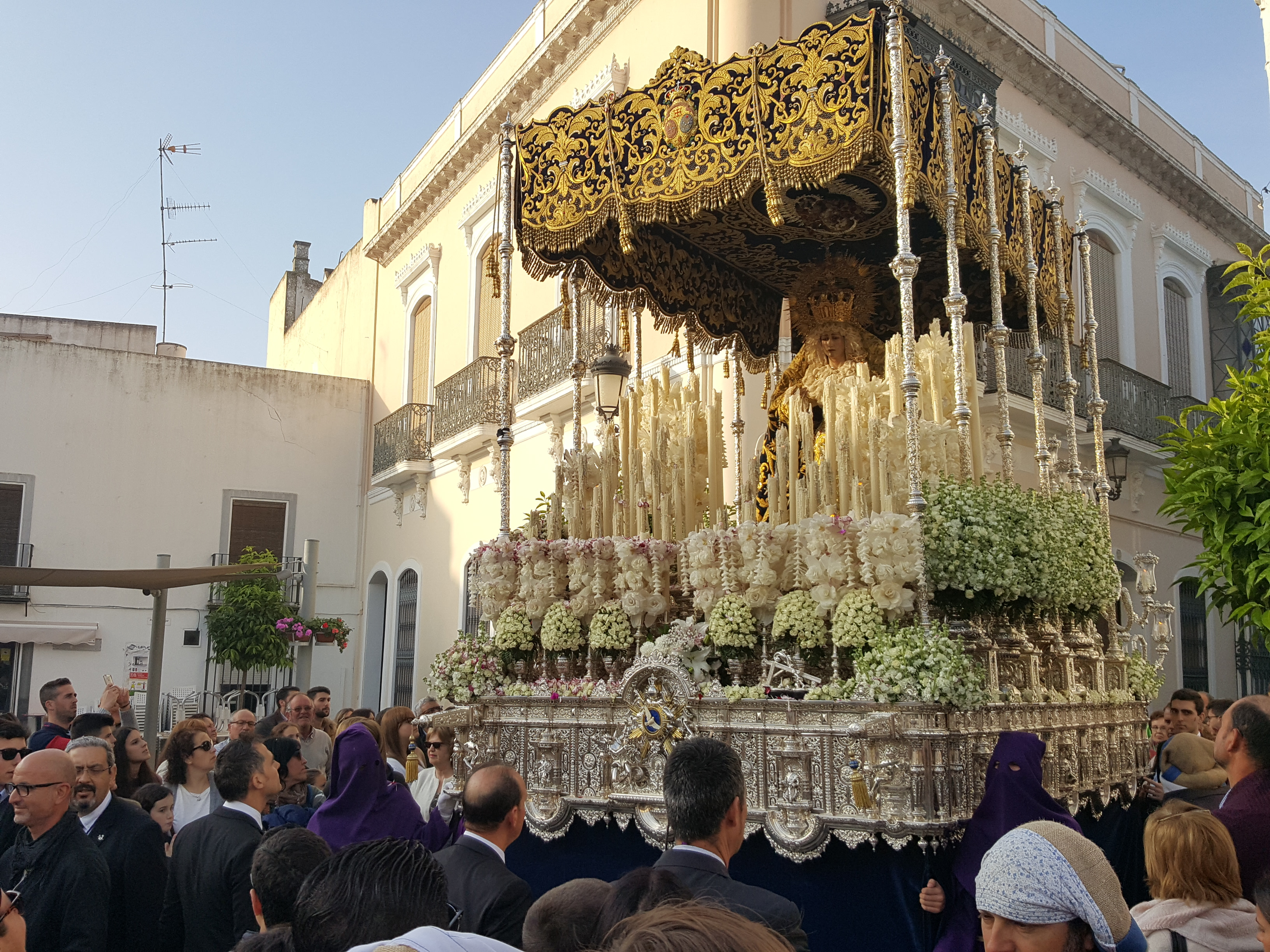
Paso Virgen de los Dolores en procesión.

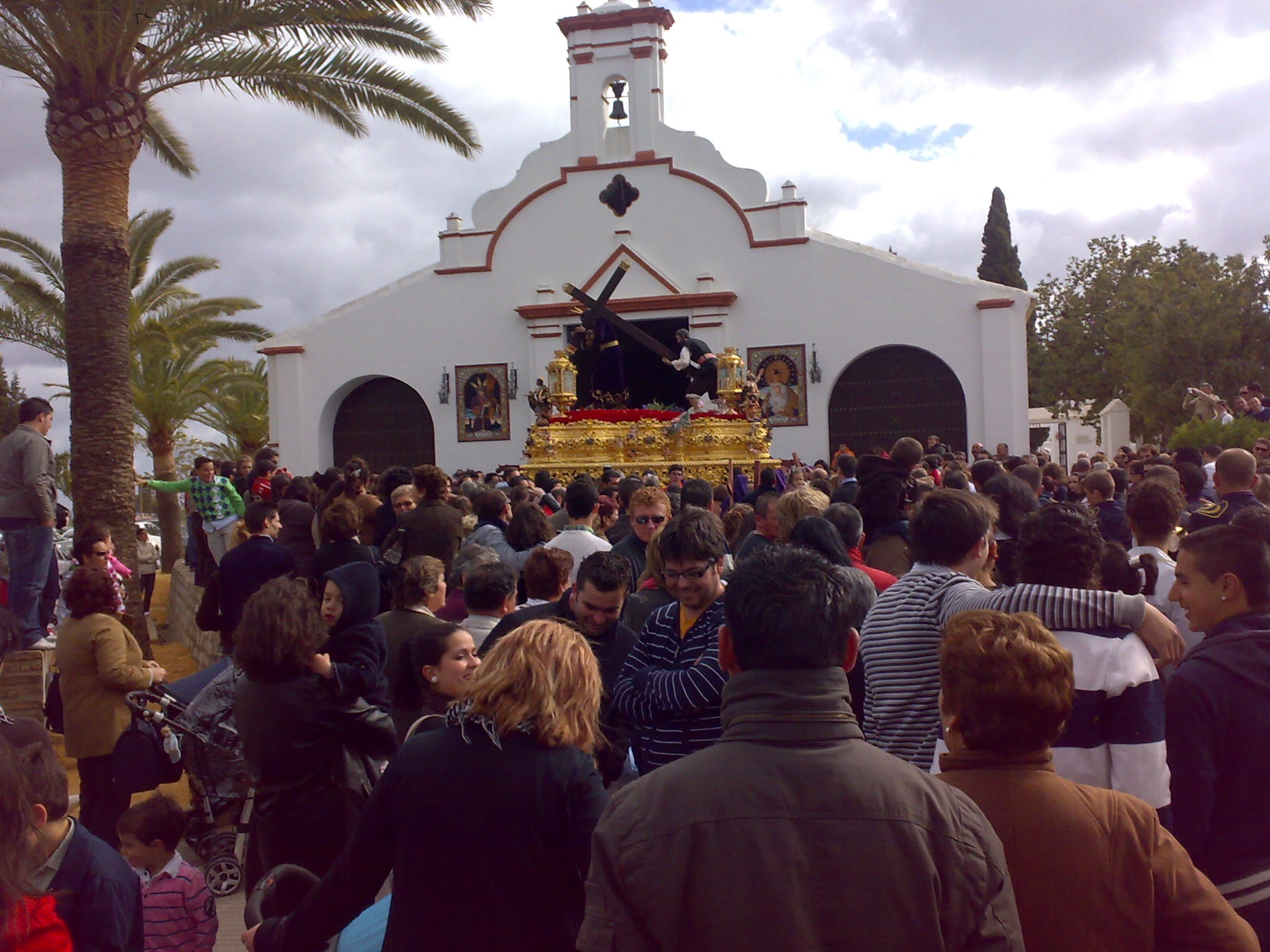
Paso Padre Jesús recogiéndose.

La Hermandad de Nuestro Padre Jesús estuvo muy vinculada en su origen, a los barrios y gentes del campo del municipio. Hay que destacar como otro hito relevante de la Semana Santa moguereña, la celebración del "Sermón". Este tiene su origen en el siglo XVII, fue suprimido durante los años la guerra civil y posteriores, y recuperado desde 1953.
La Hermandad de Padre Jesús redacta sus primeros estatutos oficiales en 1671, aunque en ellos se habla ya de una tradición en la estación de penitencia y en el histórico quinario, redactándose con las siguientes palabras: "como ya es tradición, el señor procesionaría en la madrugada del viernes Santo". Con lo cual es evidente que la fundación de la hermandad se produjo casi un siglo atrás, antes de redactarse los estatutos. Esto se deduce porque la hermandad poseía un gran patrimonio y custodia algunos documentos sueltos donde se hace referencia a nuestra señora madre de Dios de gracia, desde este germen de inicio la hermandad no se ha visto mermada en absoluto, así mismo ha crecido mucho más convirtiéndose la imagen del nazareno en el señor de un pueblo. A lo largo de los siglos la Hermandad de Padre Jesús ha sido la hermandad de los pobres siempre ligada a esta causa, la capilla y sede del señor se convirtió por tres veces en hospital para aquellas personas que no tenían recursos para ser atendidos, la imagen del señor y su bendita madre fueron trasladas a los distintos conventos moguereños. La hermandad también poseía un depósito de trigo con el que surtía a los campesinos el año que no había cosecha, dando de comer al pueblo moguereño. La imagen del señor o maestro como también es llamada, se convierte en el centro de Moguer. Es en 1927 cuando la hermandad sufre un duro y fortísimo golpe, al acabar la madruga una sirvienta pone varias velas a los pies del nazareno en acción de gracia, pues durante el paso de Padre Jesús por la puerta de una casa, un parto que se preveía difícil y complicado resulta fácil y alegre, pues tanto madre e hijo están sanos y vivos. Estas velas en acción de gracia prenden la imagen del señor y desaparece por completo. Ese día Moguer dobló sus campanas en señal de luto y las mujeres vistieron de negro luto por la pérdida de Padre Jesús, al año siguiente la hermandad ha recuperado al señor una nueva imagen de muy buenas maneras del escultor sevillano José Ordóñez, la nueva imagen de pelo natural porta la corona de espinas de plata y potencias del anterior nazareno, lo único que se pudo salvar del incendio, también se le borda una rica túnica en oro. aunque pocos años después la hermandad vuelve a sufrir un duro golpe en la mañana del 22 de julio de 1936, durante la guerra civil queman la capilla y con ella la imagen del señor la de su madre y todo su patrimonio. Aun así la hermandad vuelve a levantarse recuperando la imagen del señor, obra de D. Antonio León Ortega, el cual la talla de un ciprés caído en el cementerio una noche de tormenta, un ciprés salido del campo santo donde descansaban los hermanos de nuestra hermandad esta imagen es muy espiritual y muy serena, además en ella encontramos un cambio como es la sustitución del pelo natural por el pelo tallado, el señor porta de nuevo la corona de espinas y las potencias de plata del primer nazareno.